# Kandže (roman)
Kandže je roman Marka Vidojkovića. Radnja ove moderne bajke smeštena je u Beogradu, za vreme građanskih protesta 1996–97. Glavni junak je student treće godine prava, fanatični učesnik protesta protiv izborne krađe. Izgladneo, odrpan i izneveren od ostatka sveta, on svakodnevno ide na demonstracije, bezglavo uleće u najopasnije situacije, pomiren sa besmislom života. Stvari se menjaju kad upozna neobičnu devojku smeđe kose i odsečenih trepavica. Kandže smelo ogoljavaju ono što se nalazilo u običnom čoveku u Srbiji devedesetih, one razobličavaju studentski protest do kraja, bezobrazno promovišu princip revolucionarne pravde i pravilo da je u politici i ljubavi sve dozvoljeno. I u ovom romanu susrećemo se sa zaštitnim znacima proze Marka Vidojkovića. To je burna mešavina komedije i tragedije, sa sablasnim staricama po haustorima, nedeljnim ručkom kod oca, podivljalim najboljim prijateljem i fatalnim devojkama. Na krilima vanzemaljske zaljubljenosti i najdublje mržnje, nošen bujicom besa, koja je, što se roman bliži kraju, sve jača, glavni junak će do kraja priče, kako u sebi, tako i u čitaocu, razobličiti skriveno čudovište.